# Louis-Nicolas Van Blarenberghe
Louis-Nicolas Van Blarenberghe, né le 15 juillet 1716 à Lille et mort le 1er mai 1794 à Fontainebleau, est un membre de la dynastie de peintres lillois des Van Blarenberghe.

## Biographie
En 1742, à la mort de son père Jacques-Guillaume, Louis-Nicolas est un peintre miniaturiste qui appartient déjà au corps des peintres de Lille.
Le début de la guerre de Succession d'Autriche marque un premier tournant dans sa vie. En 1745-1746, les combats se déroulent non loin de Lille, où se rend toute l'aristocratie guerrière et où il peint sur le terrain. C'est lors de cette guerre que Louis-Nicolas rencontre Jean-Baptiste Berthier (1721-1804), instructeur à l'École de Mars. Une étroite amitié se noue entre les deux jeunes gens qui commencent à être connus. Louis-Nicolas place son fils Henri-Joseph, qui a alors quinze ans, dans l'Atelier des Ingénieurs géographes de Versailles. En 1773, Louis-Alexandre Berthier, fils de Jean-Baptiste, futur maréchal d'Empire, part avec Louis-Nicolas et Henri-Joseph pour se perfectionner en dessin.

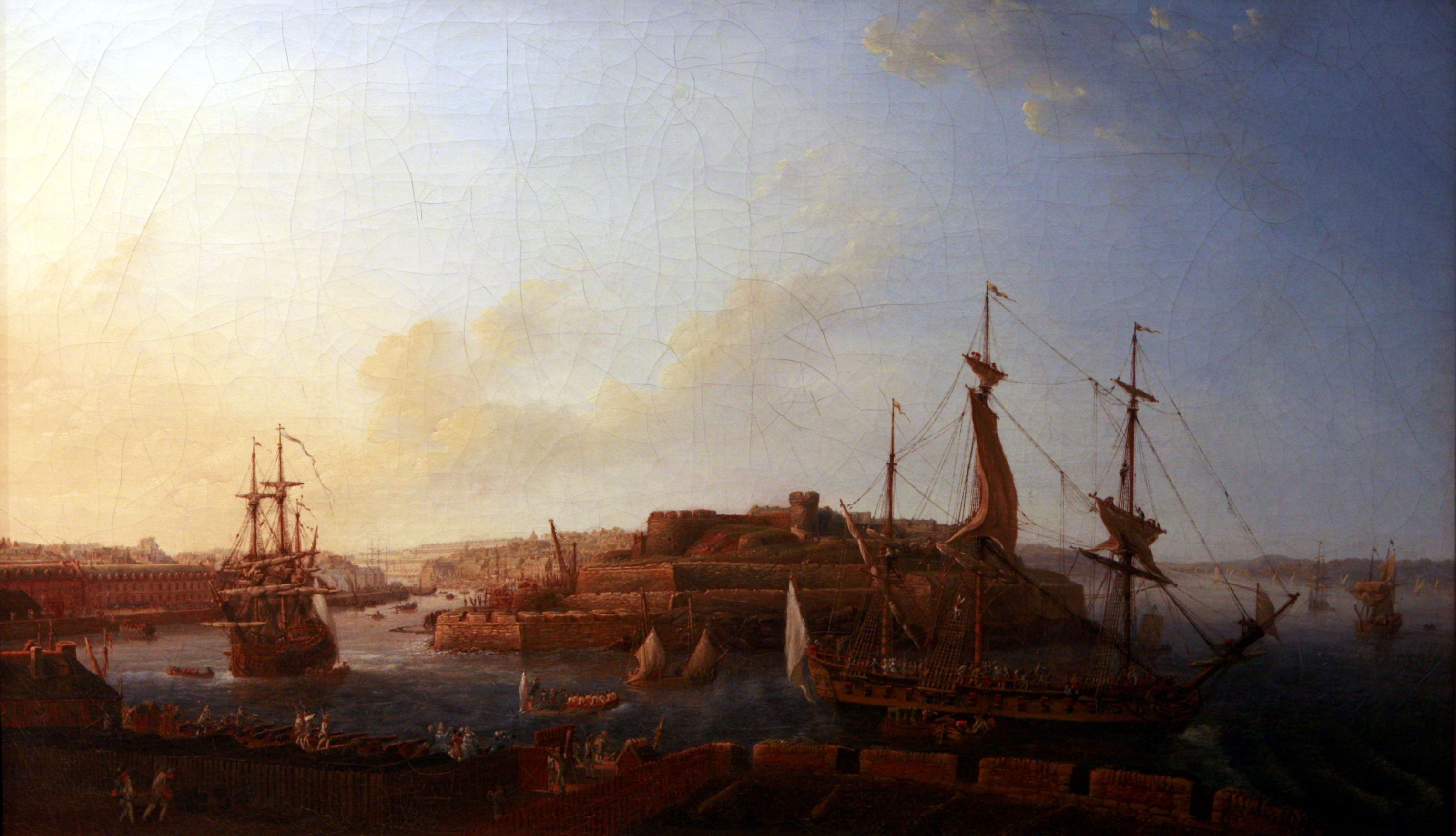
L'Arsenal et le château de Brest vus de Recouvrance, 1774. L'une des nombreuses toiles marines de Louis-Nicolas Van Blarenberghe (1716-1794).

Avant la guerre de Succession d'Autriche, Louis-Nicolas était un peintre régional, il peut ensuite penser à une carrière parisienne, ce qu'il entame après la mort prématurée de sa femme, en 1751.
Son œuvre est marquée par le rapport à l'aristocratie ; il peint sur des boîtes des châteaux pour d'illustres personnages, dont le prince de Condé, le Roi lui-même, les souverains russes Pierre III ou encore Catherine II. Sa réputation, alors à son sommet, est consacrée par un brevet de « peintre des batailles » offert par Louis XV. Dans les années 1770, il participe même à la décoration des dessus de porte de la galerie d'apparat du ministère des affaires étrangères, commandée par Étienne François de Choiseul. Il réalise aussi les deux tabatières Choiseul et d'autres peintures représentant le château de Chanteloup.
Dès lors, sa vie matérielle assurée, il travaille comme peintre des batailles de 1769 à 1771, peintre des ports et côtes en 1775 comme celui de Brest présenté au musée des beaux-arts, puis de nouveau peintre des batailles en 1778.
En 1778 et 1779, il réalise deux gouaches, conservées au musée du Nouveau Monde à La Rochelle, figurant la ville du Cap-Français à Saint-Domingue, qui offrent un panorama de la plus importante ville coloniale française de l'époque, véritable capitale administrative de Saint-Domingue, dont Port-au-Prince est le site économique. On note sur l'une de ces vues, la présence d'esclaves noirs partant travailler dans les plantations. 
Le chef-d'œuvre de Louis-Nicolas est la série des 23 gouaches de Versailles retraçant la guerre de Succession d'Autriche (1744-1748), et la victoire de Rochambeau à la bataille de Yorktown (1781). Le 1er mai 1794, à 77 ans, Louis-Nicolas s'éteint à Fontainebleau, où les Van Blarenberghe s'étaient réfugiés lors de la Terreur.

## Œuvres dans les collections publiques
États-Unis
- Boston, musée de Boston[3] :

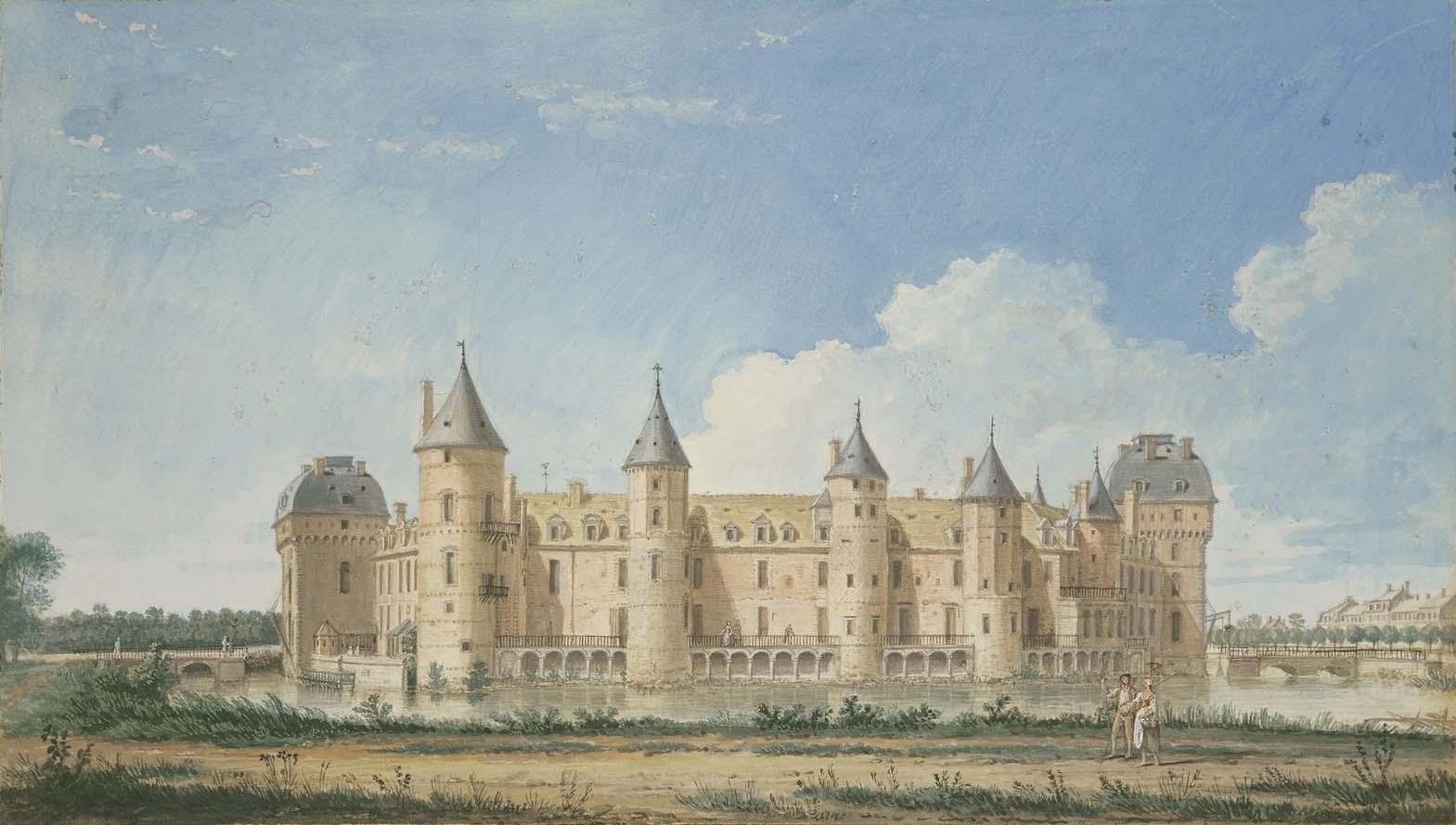
Château Saint-Simon façade Sud par Louis-Nicolas Van Blarenberghe, musée de Boston.

  - Château Saint-Simon à la Ferté-Vidame. Façade Est, aquarelle 37,5 × 47,5 cm ;
  - Château Saint-Simon façade Sud, aquarelle 37,5 × 47,5 cm.

France
- Musée national de la Marine :
  - L'Arsenal et le château de Brest vus de Recouvrance, 1774, huile sur toile, 61 × 95,5 cm, 2020.3.1[4].
- Brest, musée des Beaux-Arts :
  - Vue du port de Brest, huile sur toile, 1774[5].
- La Rochelle, musée du Nouveau Monde, deux gouaches :
  - La ville du Cap-Français à Saint-Domingue vue de la terre, gouache, 1778, 43x70 cm, MNM.1986.2.1[6] ;
  - La ville du Cap-Français à Saint-Domingue vue de la mer, gouache, 1779, 43x70 cm, MNM.1986.2.2[7].